# Corba d'aprenentatge
Una corba d'aprenentatge és la representació gràfica del nivell d'aprenentatge d'un tema en funció del temps invertit. L'eix horitzontal representa l'experiència i el vertical la competència assolida. En general, aquests dos factors estan positivament correlacionats, és a dir, la competència augmenta a mesura que s'amplia l'experiència.
S'acostuma a diferenciar entre dos tipus de corbes d'aprenentatge. En el primer, és fàcil d'aprendre allò bàsic però a mesura que es va guanyant experiència el progrés s'alenteix; parlem d'una corba d'aprenentatge empinada. En el segon, costa temps i esforç familiaritzar-se amb els conceptes bàsics del tema, però un cop superats l'aprenentatge s'accelera; parlem d'una corba d'aprenentatge plana.
Sovint en el llenguatge popular els conceptes de corbes d'aprenentatge planes i empinades s'empren a l'inrevés. En tal cas es representaria la competència a l'eix horitzontal i l'experiència a l'eix vertical.